# Ballum
Ballum is een dorp op het Nederlandse waddeneiland Ameland in de gemeente Ameland, provincie Friesland.

## Geschiedenis
Alhoewel Ballum met ongeveer 405 inwoners het kleinste dorp is op Ameland, ligt het gemeentehuis van Ameland in dit dorp. Vanaf 1389 werd het eiland bestuurd door het adellijk geslacht Van Cammingha. De eerste heer van Ameland was Ritske Jelmera Cammingha, die woonachtig was in het Camminghaslot te Ballum. Op de plaats waar de state stond, staat nu het gemeentehuis. Op de begraafplaats van Ballum achter het gemeentehuis is slechts nog de familiegrafsteen van de familie Cammingha te vinden. Op de gevel van het gemeentehuis zijn een aantal aan de Cammingha's verwante emblemen ingemetseld. Zo is ook de vlag van Ameland terug te leiden tot de Cammingha's. Door deze heerschappij verkreeg Ballum een voorname positie.
Tot de Tweede Wereldoorlog voer vanuit het naburige Ballumerbocht decennialang een veerdienst tussen het vasteland en Ameland, Zwarte Haan - Ballumerbocht, welke bijdroeg aan de voorname positie van Ballum. In 1940 werd de veerdienst door de Duitsers echter voortgezet vanaf de pier van Holwerd naar Nes. Desondanks was ze tot en met 1948 actief. Door de aanleg van de Afsluitdijk veranderden de stromingen in de Waddenzee na verloop van tijd. Daardoor slibden ook de vaargeulen zo goed als dicht, wat er toe leidde dat de voortzetting van deze dienst nagenoeg onmogelijk en onrendabel werd. In 2004 was er een plan om de veerdienst voor toeristen in ere te herstellen, maar anno 2018 is daar nog steeds niets van gekomen.

## Monumenten
Een deel van Ballum is een beschermd dorpsgezicht en is daarmee een van de beschermde stads- en dorpsgezichten in Friesland. Verder zijn er in het dorp een aantal rijksmonumenten.

## Ameland Airport Ballum
Ballum beschikt over een klein vliegveld ten noordwesten ervan: Ameland Airport Ballum.

## Bevolkingsontwikkeling
| 1999 | 2002 | 2003 | 2004 | 2012 | 2018 | 2019 | 2021 | 2023 |
| ---- | ---- | ---- | ---- | ---- | ---- | ---- | ---- | ---- |
| 371  | 360  | 367  | 370  | 345  | 440  | 445  | 480  | 480  |

## Geboren in Ballum
- Eelke Bakker (28 juli 1910 – 3 mei 2020), van 31 mei 2017 tot 3 mei 2020 de oudste man van Nederland